# Рабочий посёлок Сява
Рабочий посёлок Сява — административно-территориальная единица в составе городского округа города Шахуньи Нижегородской области России. До 2011 года составлял городское поселение в рамках Шахунского района.
Административный центр — пгт Сява.

## Населенные пункты
| № | Населённый пункт | Тип населённого пункта      | Население |
| - | ---------------- | --------------------------- | --------- |
| 1 | Доронькино       | деревня                     | ↘24       |
| 2 | Новосявский      | посёлок                     | ↘0        |
| 3 | Сява             | пгт, административный центр | ↘2531     |